# Georgina Dufoix
Pour les articles homonymes, voir Dufoix.
Georgina Dufoix, née Nègre le 16 février 1942 à Paris, est une femme politique française. Elle est notamment ministre des Affaires sociales et de la Solidarité nationale de 1984 à 1986.

## Biographie
Née le 16 février 1942 à Paris, Georgina Nègre est la fille d'Alain Nègre, directeur d'un garage automobile et conseiller municipal de Nîmes sous le mandat d'Edgar Tailhades (SFIO), et d'Antoinette Pallier. Elle est la sœur de l'architecte Jean-Rémi Nègre. Elle est issue d'une vieille famille protestante,. Elle est mère de quatre enfants.
Elle est titulaire d’un DESS en sciences économiques[réf. nécessaire].
Elle épouse, le 20 septembre 1963, Antoine Dufoix, ingénieur de l'École centrale Paris et président de société.
À la suite du décès accidentel de son père en 1967, Georgina Dufoix prend la responsabilité du garage, à l'âge de 24 ans, et crée avec son frère les concessions de location de voitures, « Avis » à Nîmes, Arles et Alès.

### Carrière politique

#### Fonctions nationales
Georgina Dufoix est Secrétaire d'État à la Famille de mai 1981 à mars 1983 dans les gouvernements Mauroy 1 et Mauroy 2. Sous son mandat, le secrétariat d’État souhaite lutter contre la paupérisation du parent - généralement la mère - qui élève seul les enfants après l’éclatement du couple conjugal[réf. nécessaire]. Désormais, la CAF verse une allocation parent orphelin au parent qui ne perçoit pas la pension alimentaire due pour les enfants avant que la CAF ne se retourne contre le parent défaillant.
Elle a aussi été Secrétaire d'État à la Famille, à la Population et aux Travailleurs immigrés de mars 1983 à juillet 1984 dans le gouvernement Mauroy III.
La circulaire interministérielle du 18 février 1983 et ses cinq circulaires d’application ministérielles sur l’enfance maltraitée a pour objectif, après l'affaire de l’enfant du placard (1982) d’« Oser parler la maltraitance » (titre de la lettre ouverte signée par Georgina Dufoix et publiée par Le Monde en 1983) d’améliorer le dispositif de recueil et de traitement des signalements. Un téléphone vert est installé dans les départements (avant de devenir national en 1989) ; pour la première fois l’Éducation nationale est mobilisée afin de repérer les enfants en grande difficulté.
La loi du 6 juin 1984 sur les rapports des parents et des enfants avec le service de l’aide sociale à l’enfance, a le souci de lutter contre l’accusation d’arbitraire qui pesait sur l’ASE héritière de la DASS et de l’Assistance publique. La prise en compte des droits des parents (droit d’être informés sur les prestations ASE, droit d’être assisté, droit de donner son accord sur les prises en charge, droits aux recours y compris judiciaires) est considérée comme le fondement de l’action sociale moderne anticipe sur la loi médico sociale de 2002 et la loi de 2007 rénovant la protection de l’enfance.
Avec la loi Dufoix, l’enfant même handicapé acquiert le droit d’être adopté. Ainsi, tout enfant a droit à une famille même s’il est handicapé : cela devient un droit fondamental.
Ministre des Affaires sociales et de la Solidarité nationale de juillet 1984 à mars 1986 dans le gouvernement Fabius, elle crée un Institut de l’enfance et de la famille, ce qui répond à l’une des 110 propositions du candidat François Mitterrand. Cet établissement public, créé en 1984, vise à mettre la recherche en sciences sociales au service de tous les acteurs (politiques, administratifs, professionnels, militants et familles à travers les médias). Il ambitionne par certains côtés de parachever la démarche de réhabilitation de prise en compte du fait familial et le souci de s’interroger sur la place de l’enfant dans et hors de la famille. En 1985, elle contribue à déclencher l'affaire de la ciclosporine en soutenant les trois médecins français qui annoncent triomphalement avoir découvert un remède au sida.
Porte-parole du Gouvernement de décembre 1984 à mars 1986, ministre déléguée à la Famille, aux droits de la Femme, à la Solidarité et aux Rapatriés de mai à juin 1988 dans le gouvernement Rocard I, présidente de la Croix-Rouge française de 1989 à 1992, elle met en application des préconisations de l'IGF et de l'IGAS à l'issue de leur mission d'enquête conjointe. Elle démissionne à la suite de l'affaire Habache.
Déléguée générale à la lutte contre la drogue et la toxicomanie de 1989 à 1993, Georgina Dufoix élabore et met en œuvre un programme de 42 actions, adopté par le conseil des ministres le 9 mai 1990, en matière de prévention, de répression, d’action sanitaire et sociale, de recherche et d’évaluation.
Elle amène l’Union européenne à créer fin 1989 le Comité européen de lutte anti-drogue (CELAD) ; son initiative a été le point de départ de la politique européenne développée depuis lors en ce domaine.

#### Fonctions locales
Candidate aux élections législatives de 1986, Georgina Dufoix conduit la liste PS, qui recueille 85 081 voix, soit 28,84 % des suffrages exprimés. Elle est élue député du Gard de 1986 à 1988 aux côtés d'Alain Journet. Candidate à sa réélection en 1988 dans la première circonscription du Gard, elle est battue par Jean Bousquet.
Conseillère générale du Gard de 1982 à 1985 pour le canton de Nîmes-5, elle est conseillère municipale de Nîmes de 1977 à 1989

#### Fonctions internationales
Georgina Dufoix a été membre du conseil d'administration de l'Unrisd (organisme de recherches sociales des Nations unies), du WSP international de Genève (War-torn Society Project), présidé par Martti Ahtisaari, prix Nobel de la paix 2008 et du Gouverning Council de INTERPEACE Genève

### Affaire du sang contaminé
En avril 1991, en tant que ministre des Affaires sociales et de la Solidarité nationale, Georgina Dufoix est mise en cause dans l’affaire du sang contaminé avec Laurent Fabius et Edmond Hervé, son ancien secrétaire d’État chargé de la Santé lorsque la journaliste Anne-Marie Casteret publie dans l'hebdomadaire L'Événement du jeudi un article prouvant que le Centre national de transfusion sanguine (CNTS) a sciemment distribué, de 1984 à 1985, des produits sanguins contaminés, notamment par le virus du sida.
Après avoir été ministre dans le premier gouvernement Rocard, Georgina Dufoix est donc attaquée par des associations de victimes et la polémique sur la contamination de transfusés par le virus du VIH s’accroît dans les médias.
Le 27 juillet 1993, à la suite du scandale occasionné, outre de nombreux débats publics et manœuvres juridiques, une révision constitutionnelle remplace la Haute Cour de justice par la Cour de justice de la République.
Le procès des ministres a lieu en février et mars 1999, intervenant plusieurs années après la condamnation de l’ancien directeur du Centre national de transfusion sanguine, Michel Garretta, et trois autres médecins pour tromperie (1992-1993).
Laurent Fabius et Georgina Dufoix sont relaxés le 9 mars 1999 par la Cour de justice de la République, l’accusation d’homicide involontaire n'étant pas retenue à leur encontre. Aucun des acteurs de cette époque, médecins, administratifs, politiques n'a été jugé coupable au motif que les connaissances scientifiques de l’époque ne permettaient pas de prendre d’autres décisions : en 1985, la séropositivité était considérée par certains scientifiques comme un signe de protection ou même une immunité contre le sida.
Sa déclaration sur TF1, le 4 novembre 1991 : « Je me sens tout à fait responsable ; pour autant, je ne me sens pas coupable, parce que vraiment, à l’époque, on a pris des décisions dans un certain contexte, qui étaient pour nous des décisions qui nous paraissaient justes. » a été résumée par une formule devenue célèbre (« responsable mais pas coupable »).
En droit, selon la Cour de justice de la République, elle n’était ni responsable (elle n’a commis, en tant que chef de service, aucune faute détachable du service, le seul responsable était alors l’État lui-même dirigé par une gouvernance ministérielle), ni coupable (elle n’a commis aucun acte illégal).

### Pseudo-médecines
Georgina Dufoix apporte à plusieurs reprises son soutien aux pseudo-médecines : le 12 septembre 1984, elle prend un arrêté ministériel autorisant le remboursement des préparations homéopathiques par la Sécurité sociale,. Ce remboursement sera effectif pendant 36 ans, avant d'être arrêté le 1er janvier 2021.
Le 13 décembre 1985, elle déclare dans une conférence de presse vouloir organiser une étude randomisée en double aveugle sur deux produits homéopathiques (ce que tout le monde approuve), mais également permettre l'enseignement de l'homéopathie et de l'acupuncture à l'Université et leur consacrer une fondation. De nombreux commentateurs ont relevé l'incohérence entre la démarche de test, qui sous-tend que les méthodes ne sont pas validées, et la mise au programme universitaire, qui ne saurait contenir que des méthodes prouvées. L'étude a été réalisée puis publiée dans The Lancet en 1988, elle n'a pas montré d'efficacité de l'homéopathie dans l'accélération de la reprise du transit après chirurgie digestive.
Elle est membre d'Invitation à la vie, association qui prétend guérir des maladies aussi graves que le cancer, la maladie de Parkinson, ou la sclérose en plaques, par la prière, l'imposition des mains ou encore l'« harmonisation des centres énergétiques » du corps.

### Après la politique
Georgina Dufoix se convertit au protestantisme évangélique au début des années 1990. Durant la campagne présidentielle de 2007, elle lance un blog de prière pour soutenir les candidats.
En 2012, Georgina Dufoix se prononce contre le projet de loi ouvrant le mariage et l'adoption aux couples de même sexe présenté par le gouvernement Ayrault II et prend part à la manifestation du 13 janvier 2013 organisée par le collectif La Manif pour tous,. Elle dénonce au passage la « théorie du genre », déclarant : « Nos concitoyens n'ont pas compris que derrière le mariage des homosexuels, c'est la théorie du genre qui est insufflée dans la société française. Cette théorie qui vient des États-Unis estime qu'homme et femme sont interchangeables » et que ce projet de loi essaie « d'effacer de notre droit l'altérité entre hommes et femmes pour la remplacer par la théorie du genre ».
Elle préside la Fondation des monuments romains de Nîmes, qui contribue à la restauration du patrimoine nîmois, et fréquente des personnalités politiques de tout bords.
En 2024, elle réagit au décès de Robert Badinter, qu'elle a connu au gouvernement entre 1981 et 1986, déclarant : « Il a une vie qui honore la race humaine ». Pour elle, l'ancien garde des Sceaux « a été un homme de réconciliation, un homme de justice, un homme qui aimait les êtres humains ».